# Radio Free Roscoe
Radio Free Roscoe è una serie televisiva canadese e statunitense ambientata a New Jersey, nella provincia canadese dell'Ontario. Gli episodi vennero prodotti dalla compagnia di produzione video, Intrattenimento Decode. L'anteprima è avvenuto il 1º agosto 2003, per concludersi il 27 maggio 2005 su Family Channel. In Italia viene trasmesso dal 17 settembre 2012 su Rai Gulp, con repliche andate in onda dal 29 settembre 2012 su Rai 2.
L'episodio pilota venne girato nel New Jersey, con un cast completamente diverso. Poi, la produzione decise in un primo momento di spostare la sede a Nutley (New Jersey) e venne intitolato Radio Free Nutley. In un secondo momento la produzione decise di spostare le riprese a Toronto, cambiando nuovamente il cast ed il titolo della serie, anche se l'ambiente riproduceva la periferia di New Jersey.

## Trama
Il primo episodio inizia con quattro ragazzi della periferia cittadina di Roscoe, del New Jersey che iniziano a frequentare la Henry High School. Nella scuola, c'è una stazione radio, "Cougar Radio", una radio rigida, che insegnava agli studenti un modo di vivere convenzionale, così decisero di creare una propria stazione di radio chiamata "Radio Free Roscoe". Lily, Ray e Robbie sono amici di vecchia data, trovando in Travis un amico, nel momento in cui iniziano a formare la nuova stazione radio. Quando trasmettono ognuno di loro assume un alias per nascondere la reale identità.
In città, a Roscoe alta, i quattro amici affrontano diverse sfide amorse: Ray Brennan ("Pronto") ha una cotta per Lily Randall ("Shady Lane"), Lily Randall per Travis Strong ("Smog"), Travis Parker per Haynes, e Ray Brennan per Grace. La vita Radio Free Roscoe e in città si complica quando giunge Kim Carlisle a fare il DJ per Cougar Radio.

## Personaggi e interpreti

### Principali
- Ray "Pronto" Brennan, interpretato da Ali Mukaddam, doppiato da Daniele Raffaeli.
- Robbie 'Question Mark' McGrath, interpretato da Nathan Stephenson, doppiato da Gianluca Crisafi.
- Lily 'Shady Lane' Randall, interpretata da Kate Todd, doppiata da Monica Bertolotti.
- Travis 'Smog' Strong, interpretato da Nathan Carter, doppiato da Federico Di Pofi.

### Secondari
- Kim Carlisle, interpretata da Genelle Williams, doppiata da Giorgia Brugnoli.
- Preside Daniel Waller, interpretato da Hamish McEwan, doppiato da Daniele Barcaioli.
- Mickey Stone, interpretato da Kenny Robinson, doppiato da Metello Mori.
- Audrey Quinlan, interpretata da Ashley Newbrough, doppiata da Gloria Di Maria.
- Ted, interpretato da David Rendall, doppiato da Paolo Corridore.
- Ed, interpretato da Garen Boyajian.
- Leon (St. 1), interpretato da William Greenblatt, doppiato da Danny Francucci.
- Parker Haynes (St. 2-4), interpretata da Victoria Nestorowicz, doppiata da Maia Orienti.
- Megan (St. 2-4), interpretata da Hillary Kourkoutis.
- Bridget (St. 2-4), interpretata da Lara Amersey.
- River Pierce (St. 2-4), interpretato da Steve Belford, doppiato da Alessio Nissolino.
- Grace Sutter (St. 2-4), interpretato da Julia Alexander.

## Episodi
| Stagione         | Episodi | Prima TV Canada | Prima TV Italia |
| ---------------- | ------- | --------------- | --------------- |
| Prima stagione   | 13      | 2003            |                 |
| Seconda stagione | 13      | 2003-2004       |                 |
| Terza stagione   | 13      | 2004            |                 |
| Quarta stagione  | 13      | 2005            |                 |